# Длинноногий папочка (мюзикл)
Длинноногий папочка — мюзикл по книге Джона Кэйрда, а также по музыке и словам Пола Гордона. Он основан на романе с тем же названием 1912 года Джин Вебстер. Действие мюзикла происходит на рубеже веков в Новой Англии. Мюзикл рассказывает историю сироты Джеруши Эббот из приюта Джона Грира и её таинственного благодетеля, который соглашается отправить её в колледж, которого она окрестила «Длинноногий папочка», увидев его удлиненную тень. По условиям своего благодетеля Джеруша отправляет ему письмо раз в месяц, описывая свой новый опыт жизни за пределами приюта.
Мюзикл был создан как часть серии пьес Энн Дил/Серия пьес «Формы моды» в театре Рубикон в округе Вентура, Калифорния в 2007 году. Премьера состоялась совместно с в театре Рубикон, TheatreWorks Кремниевая долина, и театре Цинциннати в 2009—2010 гг. Затем мюзикл был впервые показан в лондонском театре Вест-Энд, в театре Св. Джеймса в Лондоне в 2012 году и Офф-Бродвея в театре Давенпорт в 2015 году. Мюзикл был показан в Токио в 2012 году и Канаде в 2013 году. В 2021 году в театре «Приют комедианта» в Санкт-Петербурге.

## Постановки

### Мировая премьера
Мастер-классы для мюзикла прошли в театральной компании Рубикон ещё в 2008 году с Лесли Хенсток в роли Джеруши и Робертом Адельманом Хэнкоком в роли Джервиса. Мировая премьера была совместной постановкой с Рубикон, TheatreWorks Кремниевая долина и театре в парке Цинциннати, которая началась в театре Рубикон 17 октября 2009 года под руководством Джона Кэйрда, музыка и слова Пола Гордона, музыкальное руководство Лоры Бергквист, сценография и дизайн костюмов Дэвида Фарли, дизайн освещения Пола Тобена и дизайн звука Джонатана Берка. Меган МакГиннис сыграла роль Джеруши Эбботт, а Хэнкок сыграл Джервиса Пендлтона. Тот же актёрский состав и производственная группа продолжили работу над постановкой в TheatreWorks Кремниевая долина, 20 января — 14 февраля,, который длился до 21 февраля 2010 года, за которой последует постановка в театре в парке Цинциннати с 13 марта по 10 апреля 2010 г.

### Вест-Энд
Постановка открылась в лондонском Вест-Энде в Театре Св. Джеймса, Лондон 31 октября 2012 года и продлилась до 8 декабря. МакГиннис и Хэнкок вернулись к своим ролям Джеруши Эбботт и Джервиса Пендлтона.

### Офф-Бродвей
Продюсеры Кен Дэвенпорт и Майкл Джековиц представили частную нью-йоркскую отраслевую читку мюзикла 24 января 2014 года, в которой МакГиннис и Хэнкок повторили свои роли. Мюзикл открылся в Офф-Бродвее в театре Давенпорт 28 сентября 2015 года с открытым сроком показа. МакГиннис снова исполнила свою роль, а Пол Александр Нолан присоединился к ней в роли Джервиса Пендлтона. В дополнение к оригинальной творческой группе, в постановке есть звуковой дизайн Питера Фицджеральда, адаптация освещения Кори Паттака и музыкальное руководство, аранжировки и оркестровка Брэда Хаака. Роль Джервиса временно исполнял дублёр Уилл Рейнольдс с 29 октября по 19 ноября после ухода Нолана, чтобы присоединиться к компании Яркая звезда. Адам Хэлпин, настоящий муж МакГиннис, затем взял на себя роль 20 ноября. 29 ноября было объявлено, что постановка будет транслироваться в прямом эфире онлайн 10 декабря 2015 года, став первой бродвейской или Офф-бродвейской постановкой, которая будет транслироваться в прямом эфире онлайн. Согласно предоставленной статистике, прямую трансляцию посмотрели 150 055 человек из 135 стран. Постановка Офф-Бродвея отпраздновала свое 200-е представление 22 марта 2016 года. Постановка сыграла свое последнее представление 6 июня 2016 года.

### Региональные постановки в США
Совместная премьера постановки состоялась в Рубикон, TheatreWorks Кремниевая долина в Центре исполнительских искусств в Маунтин-Вью, Калифорния, с 20 января по 14 февраля 2010 г.; (продлено до 21 февраля), и театре в парке Цинциннати с 13 марта по 10 апреля 2010 г.; в том, что было названо «переходящей мировой премьерой» из-за различных изменений, постоянно вносимых в шоу по ходу гастролей. Компания TheatreWorks Кремниевая долина приняла участие в кастинге в Нью-Йорке и изготовила декорации, реквизит и костюмы, которые были отправлены в Рубикон для первых представлений. Последующие постановки включали театр Нортлайт в Иллинойсе с 16 сентября по 24 октября 2010 года; театре Аллена в Кливлендском театре на Плейхаус-сквер с 21 октября по 13 ноября 2011 года; театр Джем в Детройте, штат Мичиган, с 12 октября по 20 ноября 2011 года; репертуарном театре Мерримак в Лоуэлле, Массачусетс с 9 февраля по 4 марта 2012 г.; Музыкальном театре «Скайлайт» театре Кэбота в Милуоки, штат Висконсин, с 9 марта по 1 апреля 2012 г.; и театр Гомпертц театре-студии Флориды с 5 февраля по 5 апреля 2014 года. МакГиннис и Хэнкок вернулись, чтобы сыграть роли Джеруши и Джервиса в некоторых постановках. В нескольких постановках Эфи Аардема, Кристи Альтомаре и Пенни МакНэми играли Джерушу, а Кевин Эрли — Джервиса. Спектакль был представлен во второй раз TheatreWorks Кремниевая долина, 30 ноября — 31 декабря 2016 г., продлен до 7 января 2017 г. В возобновленной постановке, режиссёром которой стал Роберт Келли, снялись Хилари Майбергер и Дерек Карли.

### Региональные постановки в Великобритании
Новая постановка мюзикла открылась в Амбарном театре в Сайренсестер, Великобритания в октябре 2019 года. Постановка стала первой постановкой мюзикла в британском театре. Постановка проходила с 2 октября по 2 ноября 2019 года. Режиссёром постановки выступила Кирсти Дэвис, дизайнером — Грегор Доннелли, музыкальным руководителем — Чарли Инглз, художником по свету — Сэм Роуклифф-Таннер, а звуковым дизайном — Кристофер Клил и Гарри Смит. В главных ролях снялись Ребекка Джейн-Дэвис в роли Джеруши Эбботт и Райан Беннетт в роли Джервиса Пендлтона.

### Международные постановки
Австралийская премьера «Длинноногий папочка» открылась в Брисбен Пауэрхаус в Квинсленде 23 сентября 2019 года. В главных ролях Элла Макроканис, Джеруша, и Шон Колман, Джервис. Режиссёр Коннор Кларк Номинирован на премию Matilda Awards 2019 в категории «Лучший мюзикл», а Элла Макроканис была номинирована на премию Billy Brown Awards 2019 в категории «Лучший начинающий артист».
Японская премьера постановки состоялась в Театре Криэйшн в Токио с 2 по 19 сентября 2012 года, а затем она гастролировала в театрах Ниигата, Оита, Осака и Фукуока, где завершилась 3 октября 2012 года. Постановка вернулась в Theatre Creation 5-9 января 2013 года. Книга Кэйрда и тексты песен Гордона были переведены на японский язык Маоко Имаи. В японских постановках снимались Сакамото Маая в роли Джеруши и Иноуэ Ёсио в роли Джервиса.
Корейская премьера постановки открылась в Фабрика культуры Дэмён в Сеуле 19 июля 2016 года и закрылась 3 октября 2016 года. Книга Кэйрда и тексты песен Гордона были переведены на корейский язык Ли Хиджуном и срежиссированы Нелл Балабан. Корейские постановки многоактные, с 2 Джерушами и 3 Джервисами. В главных ролях Ли Джисук и Юрия в роли Джеруши и Шин Сонг-рок, Сон Вон-гын и Кан Дон-хо в роли Джервиса.
Канадская премьера постановки с участием МакГинниса и Хэнкока прошла на главной сцене Королевского театрального центра Манитобы в Виннипеге с 14 марта по 6 апреля 2013 года.
Международный музыкальный театр (ММТ) в настоящее время владеет правами на лицензионное соглашение на мюзикл во всем мире. Университетская премьера шоу состоялась в Университете Мэриленда, Балтимор 2 и 3 декабря 2017 года.
Российская премьера спектакля «Дорогой мистер Смит» открылась в театре «Приют комедианта» в Санкт-Петербурге 4-6 июня 2021 года. Книгу Кэйрда и стихи Гордона перевела на русский язык Мария Кузнецова, режиссёром выступил Алексей Франдетти. В российских постановках задействованы Юлия Дякина, Джеруша и Иван Ожогин, Джервис. Над сценографией и костюмами героев работал художник-постановщик Вячеслав Окунев, художник по гриму Татьяна Величкина создала индивидуальный яркий цвет каждому персонажу для раскрытия личности от одежды до волос: жёлтый — для Джуди, фиолетовый — для Джервиса. Второстепенные роли исполняют мультимедийные персонажи. Видеографика была подготовлена командой студии Artnovi из 400 медиафайлов. С 11 мая по 17 июня 2020 года музыкальная пьеса под названием «Мой длинноногий деда», поставленная теми же артистами в Инстаграм и тем же режиссёром, следует за событиями романа в 21 веке.. Декорациями к мюзиклу выступили собственные дома артистов, съёмки проходили на камеру телефона и дополнялись нарисованной графикой студии Artnovi. Работа над спектаклем началась до заключения договора с компанией-правообладателем Music Theatrе International (Europe), автором музыки Полом Гордоном и автором пьесы Джоном Кейрдом.

## Краткое содержание сюжета
Примечание: хотя элементы книги Вебстера относительно сохранены, некоторые детали были изменены, добавлены или удалены (например: в книге Джеруша меняет свое имя на Джуди, тогда как в мюзикле она этого не делает). Текущий краткое содержание отражает текущую постановку Офф-Бродвея.

### Акт I
В приюте под названием «Дом Джона Грайера» Джеруша Эбботт первый понедельник каждого месяца называет «совершенно ужасным днем» из-за ежемесячного визита попечителей приюта и того, как она несёт бремя подготовки. После визита, миссис Липпетт, заведующая приютом, зовет Джерушу в свой кабинет. По дороге туда она замечает одну из длинных, тонких и паучьих теней попечителя, отбрасываемых фарами его ожидающей машины («Самая старшая сирота в Доме Джона Грайера»). Миссис Липпетт вручает ей письмо от попечителя, которого она только что видела выходящим из приюта. Впечатленный её забавными сатирическими эссе о жизни в приюте, он разработал план из девяти пунктов для её дальнейшего образования. Попечитель отправит её в местный колледж с оплатой всех расходов, с намерением, чтобы она сама выучилась и стала писательницей. Единственное условие — Джеруша должна написать ему, сообщая о своих успехах и впечатлениях от колледжа, и что он останется анонимным, только будет называться «мистер Смит». На её письма никогда не ответят, и на них не обратят ни малейшего внимания («Кто этот человек?»).
Джеруша приезжает в колледж и начинает писать своё первое письмо. Она жалуется на псевдоним своего благодетеля: «Почему ты не мог выбрать имя с небольшой индивидуальностью?» После размышлений о том, как она назовёт своего таинственного благодетеля, она наконец решает назвать его «Длинноногий папочкой» из-за его высокой фигуры и того, что она представляет его старым и седым («Мистер Женоненавистник»). В своем кабинете на Манхэттене молодой филантроп Джервис Пендлтон, благодетель Джеруши, удивлен и озадачен её первым письмом («Она думает, что я старый»).
Джеруша пишет о своих уроках на первом курсе («Исследования на первом курсе») и описывает свою тревогу из-за попыток вписаться в коллектив других девушек в колледже из-за воспитания в приюте («Как другие девочки»). Затем она пишет о своём смущении из-за отсутствия образования и волнении от учёбы («Вещи, которых я не знал»). Во время рождественских каникул Джеруша остаётся в колледже, чтобы наверстать упущенное в чтении, и в одиночестве передает привет Длинноногому папе. Застенчивый и неловкий Джервис находит её наполненные любовью письма смущающими («Что она подразумевает под любовью?»). Джеруша проваливает два своих первых экзамена и унижается. Она заболевает и сердито пишет Длинноногому папе, обвиняя его в том, что он не заботится о ней и просто поддерживает её из благотворительности. Тронутый этим, Джервис посылает ей букет цветов, и Джеруша раскаивается («Я — зверь»).
Очарованный её письмами, Джервис договаривается о встрече со своим молодым бенефициаром под предлогом встречи со своей племянницей Джулией, которая оказывается наименее любимой подругой Джеруши («Когда мы встретимся?»). После встречи с Джервисом Джеруша сразу же проникается к нему симпатией: «Он настоящий человек, не Пендлтон в конце концов… он посмотрел на меня так, словно действительно знал меня, почти лучше, чем я сама себя знаю». Несмотря на это, Джеруша все больше и больше интересуется своим старым и седым Длинноногим папе («Цвет твоих глаз»).
Наступает лето, и Джеруша умоляет Длинноногого Папу не отправлять её обратно в дом Джона Грайера, так как ей некуда идти. Джервис, приняв ещё одну маску «секретаря» мистера Смита, отправляет её на ферму «Кудрявая Ива», где она исследует свой талант писателя. Затем Джеруша заявляет, что наконец-то знает, в чём секрет счастья, и что он заключается в том, чтобы жить настоящим («Секрет счастья»). Она также натыкается на связь между Джервисом Пендлтоном и фермой «Кудрявая Ива», но не связывает эту информацию со своим Длинноногим папой. Джеруша выражает своё желание, наконец, увидеть своего папу Длинноногого, в то время как Джервис всё больше расстраивается из-за того, должен ли он раскрыть себя как её благодетель или нет, понимая, что он влюбляется в неё («Цвет твоих глаз» (Реприза)).

### Акт II
Вернувшись в колледж на второй год обучения, Джеруша продолжает учёбу и писательское мастерство, а также становится частью общества семьи своей подруги Салли МакБрайд («Исследования второго года обучения»). Джервис, прочитав о привязанности Джериши к привлекательному брату Салли Джимми, понимает, что уже влюбляется в неё. Затем он приглашает Джерушу, Джулию и Салли на долгие культурные выходные («Мой Манхэттен»). Снова наступает лето, и Джеруша просит разрешения провести отпуск в загородном доме МакБрайдов в Адирондаке. Джервис, используя свой секретарский псевдоним, настаивает на том, чтобы она провела лето на ферме «Кудрявая Ива» из-за страха, что Джеруша влюбится в Джимми. Чувствуя себя одинокой и загнанной в ловушку, Джеруша пишет гневное письмо в ответ на его властную натуру и обнаруживает, что ей трудно простить мистера Смита («Я не могла знать кого-то меньше»).
Джервис изо всех сил пытается, наконец, открыться Джеруше как её Длинноногий папочка и впоследствии признаться в своих чувствах. Он думает, что Джеруша никогда не простит его, если он признается в своей истинной личности («Человек, которым я никогда не стану»). Джервис навещает Джерушу в «Кудрявой Иве», ферме, где он вырос мальчиком. Пара наслаждается сельской местностью вместе и обнаруживает, что они все больше и больше привязываются друг к другу («Секрет счастья» (Реприза)).
Джеруша получает приглашение от Салли присоединиться к её семье в лагере МакБрайдов, а также ещё одно от Джервиса, чтобы встретиться с ним в «Кудрявой Иве». Несмотря на предупреждения мистера Смита, Джеруша отправляется в лагерь МакБрайдов из-за некоторых негативных замечаний, которые она получила от Джервиса, когда он узнал, что она отклонила приглашение в Париж от Джулии, чтобы работать учителем французского языка и алгебры, чтобы прокормить себя. Затем Джервис размышляет о своей контролирующей природе, как в роли Джервиса, так и в роли мистера Смита («Скромный пирог»). Спустя четыре года Джеруша заканчивает учёбу и приглашает мистера Смита на свою выпускную церемонию, чтобы наконец встретиться с ним. Джервис посещает церемонию в качестве гостя Джулии, но не открывается горько разочарованной Джеруше («Выпускной»). Возвращаясь к своему исследованию Манхэттена, Джервис размышляет о концепции благотворительности и её влиянии как на благодетеля, так и на бенефициара, и о том, как Джеруша стала повторяющимся персонажем в его жизни («Благотворительность»).
В «Кудрявой иве» Джеруша пишет мистеру Смиту, что она больше никогда не вспомнит о нём после того, как он не явился на её выпускную церемонию («Я вырвала тебя из своего сердца»). Через несколько месяцев она пишет, что её первый роман был принят издателем, и прикладывает чек на 1000 долларов в качестве первого взноса в счёт погашения платы за обучение в колледже. Затем она говорит ему, что продолжит выплачивать ему свой долг, и все будущие гонорары будут поступать в «Дом Джона Грайера», что делает её попечителем и, следовательно, наконец-то позволит встретить его. Джервис ошеломлен этим жестом и вне себя от радости от её успеха как писателя («Мой Манхэттен» (Реприза)).
Джервис навещает Джерушу в «Кудрявой Иве», чтобы попросить её руки. Не имея возможности рассказать ему о своём происхождении, она отказывает ему, думая, что он и его семья могут почувствовать к ней равнодушие, когда она всё-таки расскажет. В своём последнем письме Джеруша признается в любви к Джервису и просит о личной встрече с мистером Смитом. Джервис, пишущий как мистер Смит, соглашается встретиться с ней.
Джеруша наконец прибывает на место встречи и с удивлением видит Джервиса, которого она изначально скептически принимает за секретаря мистера Смита. Джервис, наконец, открывает ей, что он мистер Смит или Длинноногий папочка. Расстроенная этим открытием, а также понимая, что он читал её личные письма о нём, Джеруша обвиняет его в игре с её чувствами и в том простом факте, что он даже не отвечал ей в течение четырёх лет, с чем Джервис соглашается («Я — зверь» (Реприза)). Наконец, он заявляет о своей любви к Джеруше, на что она отвечает взаимностью. Джеруша, наконец, понимает грандиозную схему вещей, которая привела её туда, где она сейчас («Всё это время»).

## Персонажи
- Джеруша Эббот — «Самая старшая сирота в доме Джона Грайера». Она выбрана Джервисом Пендлтоном под псевдонимом «Джон Смит» для обучения в местном женском колледже с указанием, что она должна отправлять ему письмо раз в месяц, на которое он никогда не ответит. Она дает Пендлтону прозвище «Длинноногий папочка» из-за его высокой тени.
- Джервис Пендлтон — Застенчивый и неловкий в общении филантроп. Под видом мистера Джона Смита (которого Джеруша прозвала «Длинноногим папочкой») он обеспечивает образование Джеруши в колледже из-за её многообещающих писательских способностей и в конечном итоге влюбляется в неё.

## Музыкальные номера
| Акт I - "The Oldest Orphan in the John Grier Home" — «Самая старшая сирота в Доме Джона Грайера» — Джеруша - "Who Is This Man?" — «Кто этот человек?» — Джеруша - "Mr. Girl Hater" — «Мистер Женоненавистник» — Джеруша, Джервис - "She Thinks I'm Old" — «Она думает, что я старый» — Джервис - "Like Other Girls" — «Как другие девочки» — Джеруша, Джервис - "Freshman Year Studies" — «Исследования на первом курсе» — Джеруша, Джервис - "Things I Didn't Know" — «Вещи, которых я не знал» — Джеруша, Джервис - "What Does She Mean By Love?" — «Что она подразумевает под любовью?» — Джервис - "I'm a Beast" — «Я — зверь» — Джеруша - "When Shall We Meet?" — «Когда мы встретимся?» — Джервис - "The Color of Your Eyes" — «Цвет твоих глаз» — Джеруша, Джервис - "The Secret of Happiness" — «Секрет счастья» — Джеруша, Джервис - "The Color of Your Eyes" (Reprise) — «Цвет твоих глаз» (Реприза) — Джеруша, Джервис | Акт II - "Sophomore Year Studies" — «Исследования второго года обучения»* — Джеруша, Джервис - "My Manhattan" — «Мой Манхэттен»# — Джервис - "I Couldn't Know Someone Less" — «Я не могла знать кого-то меньше» — Джеруша - "The Man I'll Never Be" — «Человек, которым я никогда не стану» — Джервис - "The Secret of Happiness (Reprise)" — «Секрет счастья (Реприза)» — Джервис, Джеруша - "Humble Pie" — «Скромный пирог»** — Джервис - "Graduation Day" — «Выпускной»# — Джеруша, Джервис - "Charity" — «Благотворительность»** — Джервис - "I Have Torn You From My Heart" — «Я вырвала тебя из своего сердца»** — Джеруша - "My Manhattan (Reprise)" — «Мой Манхэттен (Реприза)»* ** — Джервис - "I'm A Beast (Reprise)" — «Я — зверь (Реприза)» — Джервис - "All This Time" — «Всё это время» — Джеруша, Джервис |

*Не присутствует ни в одной из записей
#Присутствует ни в одной из записей, но в другой форме (другая мелодия и/или текст)
- В оригинальном составе и японских записях «Девушка в витрине» была дуэтом Джеруши и Джервиса и была предшественницей «Мой Манхэттен»

** Композиции не вошедшие в Инстаграм-мюзикл

## Состав
| Персонаж         | Мировая премьера Театральная компания Рубикон, 2009 | Оригинальный состав Вест-Энда Театр Св. Джеймса, Лондон, 2012 | Оригинальный состав Офф-Бродвея Театр Давенпорт, 2015 | Прямая трансляция / Закрытие состава Офф-Бродвея |
| ---------------- | --------------------------------------------------- | ------------------------------------------------------------- | ----------------------------------------------------- | ------------------------------------------------ |
| Джеруша Эбботт   | Меган МакГиннис                                     | Меган МакГиннис                                               | Меган МакГиннис                                       | Меган МакГиннис                                  |
| Джервис Пендлтон | Роберт Адельман Хэнкок                              | Роберт Адельман Хэнкок                                        | Пол Александр Нолан                                   | Адам Хэлпин                                      |

Дублёры Офф-Бродвея
- Джеруша Эбботт — Ханна Корно, Эфи Аардема[47]
- Джервис Пендлтон — Уилл Рейнольдс[47]

Российские исполнители
- Джеруша Эбботт — Юлия Дякина / Кристина Кузнецова
- Джервис Пендлетон — Иван Ожогин / Павел Лёвкин

- Команда
  - Музыкальный руководитель — Елена Буланова
  - Режиссёр-постановщик — Алексей Франдетти
  - Оркестровки — Пол Гордон и Брэд Хаак
  - Русский текст — Мария Кузнецова
  - Художник-постановщик — Вячеслав Окунев
  - Художник по свету — Глеб Фильштинский
  - Художник по гриму — Татьяна Величкина
  - Видео художники — студия Artnovi
- Музыканты:
  - Елена Буланова (фортепиано)
  - Евгения Немцева (фортепиано)
  - Ярослав Ленских (виолончель)
  - Игорь Кузнецов (виолончель)
  - Владимир Кирасиров (гитара)
  - Сергей Олешковский (гитара)
  - Антон Бондаренко (гитара)

### Инстаграм постановка «Мой Длинноногий деда» (2020)
- - Джеруша («Джуди») Эбботт — Сирота — Юлия Дякина
  - Джервис Пендлетон / «Длинноногий деда» / «Мистер Смит» — Филантроп — Иван Ожогин
  - Джимми МакБрайд — Брат Салли — Павел Лёвкин
  - Салли МакБрайд — Подруга Джудди — Ольга Кузьмина
  - Глория Пендлетон — Племянница Джервиса — Анна Цуканова-Котт
  - Мисисс Липпит — Директор приюта — Лика Рулла
  - Альберт — Дворецкий — Виктор Добронравов
  - Мистер и миссис Семпл — Фермеры — Александр Нестеров и Нонна Гришаева
  - Лизи — Воспитанница — Елизавета Бугулова
  - Профессор Линдси — Декан — Лариса Долина
  - Шехерезада — Гадалка — Анна Ковальчук
  - Хью — Водитель — Александр Олешко
  - Микки Ботан, Джонни Красавчик, Суинни Баблос — Джаз-бэнд — Александр Казьмин
  - Экскурсовод в Манхэттене — Оскар Кучера
- Анимация, и визуальные эффекты: Студия Artnovi cultural space
- Художник компьютерной графики: Аркадий Матрёшкин, Артём Мухин
- Авторы
  - Композитор и автор песен: Пол Гордон
  - Автор пьесы: Джон Кейрд
  - Автор русского перевода: Мария Кузнецова
  - Режиссёр-постановщик: Алексей Франдетти
  - Режиссёр Инстаграм-мюзикла: Алексей Франдетти
  - Помощник режиссёра: Елена Панина
- Музыканты
  - Звукорежиссёр, сведение, мастеринг, аудиоэффекты: Михаил Соколик
  - Фортепиано, музыкальный руководитель: Армен Погосян
  - Гитара: Андрей Хиво, Лев Успенский
  - Скрипка: Илья Мовчан
  - Виолончель: Антон Булкин

## Отзывы
Шоу получило положительные отзывы. По данным агрегатора Show-Score, шоу получило оценку 81 %, объединив оценки профессиональных критиков и отзывы зрителей. Исполнители, особенно МакГиннис, получили похвалу за свои выступления. Однако мнения критиков о самом шоу разделились, большинство из них критикуют эпистолярный подход к либретто.
Алексис Солоски, рецензируя постановку Офф-Бродвея для Нью-Йорк Таймс, обнаружил, что музыка и тексты Гордона «обладают очарованием и легкостью, хотя песни могут перетекать одна в другую способами, которые иногда имеют смысл, а иногда нет», а книга Кэйрда «привлекательна», а режиссура «гибкая». Она написала о том, что у МакГиннис «яркий дух, копна вьющихся волос и нежное сопрано», а Нолан — «мягкий и обходительный» и обладает «нежным тенором, который прекрасно дополняет голос мисс МакГиннис в их дуэтах.»
Стивен Саскин, рецензируя постановку Офф-Бродвея для Хаффингтон Пост, обнаружил, что «формат „буква за буквой“ неизбежно приводит к слишком большому количеству похожих разделов», однако счел мюзикл «изобретательным», а схему Кэйрда с двумя актёрами «экономичной», в отличие от его «тяжеловесной перегруженной» работы для мюзикла «Джейн Эйр» (ещё одной совместной работы между ним и Гордоном). Он написал о МакГиннисе как об обаятельном человеке, несмотря на «откровенно описательный вступительный номер („Старшая сирота в Доме Джона Грайера“)», а о Нолане как о «мило сочувствующем здесь, поскольку он был резко разрушительным в Живаго.»
Спектакль в России получил высокие оценки критиков и одну негативную рецензию, вызвавшую яростное осуждение у сторонников постановки и работников театра.
В 2024 году спектакль — участник II Международного фестиваля актуального театра «Хаос». В 2025 году спектакль — участник II Всероссийского театрального фестиваля «Вахтангов. Путь домой».

## Записи
Оригинальная запись актёрского состава с участием МакГинниса и Хэнкока была выпущена Paul Gordon Music 1 февраля 2010 года. Японская запись актёрского состава с участием Сакамото и Иноуэ была выпущена 18 июня 2014 года компанией Toho Music и включала 26 треков на японском языке, переведенных Маоко Имаи. Оригинальная запись состава исполнителей Офф-Бродвея с участием МакГинниса и Нолана была выпущена Ghostlight Records 13 ноября (цифровой релиз в США), 20 ноября (международный цифровой релиз) и 18 декабря 2015 года (релиз на CD).
Демозаписи песен из мюзикла были сделаны в 2004 и 2005 годах, в исполнении Джейн Патерсон и Пола Гордона.

## Награды и номинации
| Год  | Церемония награждения           | Категория                                      | Номинант                                | Результат | Ссылка               |
| ---- | ------------------------------- | ---------------------------------------------- | --------------------------------------- | --------- | -------------------- |
| 2010 | Премия «Овация»                 | Лучшая постановка мюзикла (Большой театр)      | Театральная компания Рубикон            | Номинация | [ 63 ] [ 64 ]        |
| 2010 | Премия «Овация»                 | Ведущая актриса в мюзикле                      | Меган МакГиннис                         | Победа    | [ 63 ] [ 64 ]        |
| 2010 | Премия «Овация»                 | Режиссёр мюзикла                               | Джон Кэйрд                              | Номинация | [ 63 ] [ 64 ]        |
| 2010 | Премия «Овация»                 | Книга для оригинального мюзикла                | Джон Кэйрд                              | Победа    | [ 63 ] [ 64 ]        |
| 2010 | Премия «Овация»                 | Текст/музыка для оригинального мюзикла         | Пол Гордон                              | Победа    | [ 63 ] [ 64 ]        |
| 2010 | Премия «Овация»                 | Сценография (Большой театр)                    | Дэвид Фарли                             | Номинация | [ 63 ] [ 64 ]        |
| 2010 | Премия «Овация»                 | Звуковое оформление (Большой театр)            | Джонатан Берк                           | Номинация | [ 63 ] [ 64 ]        |
| 2016 | Премия Drama Desk               | Выдающийся мюзикл                              | Выдающийся мюзикл                       | Номинация | [ 65 ] [ 66 ] [ 67 ] |
| 2016 | Премия Drama Desk               | Выдающаяся книга мюзикла                       | Джон Кэйрд                              | Победа    | [ 65 ] [ 66 ] [ 67 ] |
| 2016 | Премия Outer Critics Circle     | Выдающийся новый офф-бродвейский мюзикл        | Выдающийся новый офф-бродвейский мюзикл | Номинация | [ 68 ] [ 69 ]        |
| 2016 | Премия Outer Critics Circle     | Выдающаяся книга мюзикла                       | Джон Кэйрд                              | Номинация | [ 68 ] [ 69 ]        |
| 2016 | Премия Outer Critics Circle     | Выдающаяся новая музыка                        | Пол Гордон                              | Номинация | [ 68 ] [ 69 ]        |
| 2016 | Премия Альянса Офф-Бродвея      | Лучший новый мюзикл                            | Лучший новый мюзикл                     | Номинация | [ 70 ] [ 71 ]        |
| 2020 | Онлайн-фестиваль Цифровой театр | Приз зрительских симпатий                      | Приз зрительских симпатий               | Победа    | [ 72 ] [ 73 ]        |
| 2020 | Звезда Театрала                 | Лучший АртОтвет пандемии                       | Лучший АртОтвет пандемии                | Победа    | [ 74 ]               |
| 2020 | Фестиваль мюзикла X-37          | Лучший проект на карантине                     | Лучший проект на карантине              | Победа    | [ 75 ]               |
| 2022 | «Золотая маска»                 | Лучший мюзикл                                  | Лучший мюзикл                           | Номинация | [ 76 ]               |
| 2022 | «Золотая маска»                 | Лучшая работа режиссёра                        | Алексей Франдетти                       | Номинация |                      |
| 2022 | «Золотая маска»                 | Лучшая работа художника                        | Вячеслав Окунев                         | Номинация |                      |
| 2022 | «Золотая маска»                 | Лучшая женская роль                            | Юлия Дякина                             | Номинация |                      |
| 2022 | «Золотая маска»                 | Лучшая мужская роль                            | Иван Ожогин                             | Номинация |                      |
| 2022 | «Золотой софит»                 | Лучший спектакль в жанре мюзикла               | Лучший спектакль в жанре мюзикла        | Номинация | [ 77 ]               |
| 2022 | «Золотой софит»                 | Лучшая работа художника в музыкальном театре   | Вячеслав Окунев                         | Номинация |                      |
| 2022 | «Золотой софит»                 | Лучшая женская роль в мюзикле                  | Юлия Дякина                             | Победа    |                      |
| 2022 | «Золотой софит»                 | Лучшая мужская роль в мюзикле                  | Иван Ожогин                             | Победа    |                      |
| 2022 | «Музыкальное сердце театра»     | Лучший спектакль                               | Лучший спектакль                        | Номинация | [ 78 ] [ 79 ]        |
| 2022 | «Музыкальное сердце театра»     | Лучшая работа режиссёра                        | Алексей Франдетти                       | Номинация |                      |
| 2022 | «Музыкальное сердце театра»     | Лучшая работа художника                        | Вячеслав Окунев                         | Номинация |                      |
| 2022 | «Музыкальное сердце театра»     | Лучшая женская роль                            | Юлия Дякина                             | Номинация |                      |
| 2022 | «Музыкальное сердце театра»     | Лучшая мужская роль                            | Иван Ожогин                             | Номинация |                      |
| 2022 | «Музыкальное сердце театра»     | Лучшая пьеса (автор/перевод)                   | Мария Кузнецова (перевод)               | Номинация |                      |
| 2022 | «Музыкальное сердце театра»     | Лучшее световое оформление (художник по свету) | Глеб Фильштинский                       | Победа    |                      |
| 2022 | «Музыкальное сердце театра»     | Лучший продюсер                                | Виктор Минков                           | Номинация |                      |
| 2022 | «Звезда театрала»               | Лучший музыкальный спектакль                   | Лучший музыкальный спектакль            | Номинация |                      |
| 2022 | «Звезда театрала»               | Лучшая женская роль                            | Юлия Дякина                             | Номинация |                      |

### Интервью
- «Мой длинноногий деда». Первый в мире инстаграм-мюзикл — Телеканал «Санкт-Петербург», 12 мая 2020
- Театр онлайн: Алексей Франдетти снимает мюзикл на удалёнке — Телеканал «Первый Санкт-Петербург», 26 мая 2020
- Впервые на камерной сцене и вообще в России — Телеканал «ЛенТВ24», 4 июня 2021
- Сюжет о мюзикле «Дорогой мистер Смит» — Телеканал «Санкт-Петербург», 26 сентября 2021